# Natalis de Wailly
Pour les articles homonymes, voir Wailly (homonymie).
Natalis de Wailly est un historien, archiviste et bibliothécaire français né le 10 mai 1805 à Mézières (Ardennes), mort à Paris 16e le 4 décembre 1886.

## Biographie
Petit-fils du grammairien Noël-François De Wailly, Joseph-Noël, dit Natalis de Wailly, fit ses études au lycée Henri-IV où son oncle était proviseur.
Entré aux Archives du Royaume lorsque Pierre Daunou en reprend la direction en 1830, il y dirige successivement la section administrative et domaniale et la section historique. Dans ces fonctions, il accomplit une œuvre considérable de classement et de remise en ordre. C'est à cette époque que Tanneguy Duchâtel, ministre de l'intérieur, sollicite ses conseils pour organiser les Archives départementales : il joue un rôle décisif dans l'élaboration de la circulaire qui, en 1841, fixe le cadre de classement destiné à être appliqué dans toutes les Archives départementales et qui fait du principe du respect des fonds la norme que celles-ci devront systématiquement observer. Cela fait de lui un des fondateurs de l'archivistique.
En 1854, il est nommé au Cabinet des manuscrits de la Bibliothèque impériale, où il reste jusqu'à sa retraite. C’est à lui qu’on doit le remplacement de l’inventaire dû à Nicolas Clément, qui datait de 1682, par des principes de classement et de catalogage qui sont encore en vigueur : nouvelle cotation des manuscrits français, intégration dans les manuscrits latins et français des fonds provenant des abbayes, couvents et collèges parisiens et des collections saisies chez des particuliers lors de la Révolution, création de séries distinctes pour les manuscrits écrits en langues autres que le français et les langues anciennes. Cela permet la mise en chantier d’inventaires imprimés dont la parution s’étalera des années 1860 au début du XXe siècle.
Parallèlement à ces fonctions, il mène de nombreux travaux d'érudition et de publication de textes médiévaux, ce qui lui vaut d'être élu à l'Académie des inscriptions et belles-lettres en 1841 et de jouer un rôle important au sein des grandes institutions de recherches françaises (École des chartes, dont il assume la direction de 1854 à 1857, Comité des travaux historiques et scientifiques, Société de l'histoire de France, etc.). Il fait partie le 4 avril 1856 des nombreuses personnalités invitées par Augustin Louis Cauchy et Charles Lenormant à la 1re réunion qui a jeté les bases de la fondation de L'Œuvre des Écoles d'Orient, plus connue actuellement sous le nom de L’Œuvre d’Orient. Il fut même membre de son 1er Conseil général du 25 avril de la même année.
Il est inhumé au cimetière du Père-Lachaise (10e division),.

## Ses œuvres

### Ouvrages
- Éléments de paléographie, Paris : imprimerie royale, 1838, 2 vol. - vol.1 : XII-716 p. & vol.2 : IV-452 p.
- Mémoire sur des fragments de papyrus écrits en latin, Paris : imprimerie royale, 1842
- Mémoire sur la date et le lieu de naissance de Saint Louis, Paris : imprimerie royale, 1847
- Mémoire sur Geoffroi de Paris, Paris : imprimerie royale, 1849
- Mémoire sur les variations de la livre tournois depuis le règne de Saint Louis jusqu'à l'établissement de la monnaie décimale, Paris : imprimerie royale, 1857
- Recherches sur le système monétaire de Saint Louis, Paris : imprimerie royale, 1857
- Mémoire sur la langue de Joinville, Paris : librairie A. Franck, 1868
- Histoire de Saint Louis, suivie du Credo et de la lettre à Louis X, Paris : Éditions Mme veuve de Jules Renouard, 1868, XLIV-411 p., [lire en ligne].
- Recueil de chartes en langue vulgaire provenant des archives de la Collégiale de Saint-Pierre-d'Aire, Paris, 1870

### Articles
- Notice sur six manuscrits contenant l'ouvrage anonyme publié en 1837 par M. Louis Paris sous le titre de Chronique de Rains, Notices et extraits des manuscrits de la Bibliothèque nationale et autres bibliothèques, 24:2, 1876, p. 289-340
- Mémoire sur un opuscule anonyme intitulé : Summaria brevis et compendiosa doctrina felicis expeditionis et abreviationis guerrarum ac litium regni Francorum, Mémoires de l'Académie des Inscriptions, XVIII, 2, 1849, p. 435-494

### Documents mis en ordre et commentés
- Récits d'un ménestrel de Reims au treizième siècle, publiés pour la Société de l'histoire de France, Paris : Renouard, 1876, vi+lxxi+332 p.
- Histoire de la conquête de Constantinople par Geoffroi de Ville-Hardouin, avec la continuation de Henri de Valenciennes : Texte rapproché du français moderne par Natalis de Wailly, Paris : Firmin-Didot, 1882